# ノエル・ヒル (初代ベリック男爵)
初代ベリック男爵ノエル・ヒル（英語: Noel Hill, 1st Baron Berwick、1745年4月 – 1789年1月16日）は、グレートブリテン王国の政治家、貴族。シュルーズベリー市長（在任：1778年 – 1779年）、庶民院議員（在任：1768年 – 1784年）を歴任した。

## 生涯
トマス・ヒル（1693年 – 1782年6月11日、トマス・ハーウッドの長男）と2人目の妻スーザン・マリア（Susan Maria、旧姓ノエル（Noel）、1760年2月14日没、ウィリアム・ノエルの娘）の次男として、1745年4月にロンドンで生まれた。家庭教師からの教育を受けた後、1759年4月25日にケンブリッジ大学セント・ジョンズ・カレッジに進学（1743年ごろに生まれた兄サミュエルも同日に入学）、1763年にB.A.の学位を、1766年にM.A.の学位を修得した。1763年3月1日、インナー・テンプルに入学した。
1768年イギリス総選挙でシュルーズベリー選挙区から出馬した。シュルーズベリーでは現職議員である父が1768年1月に不出馬を表明して、代わりに息子を推薦した。もう1人の現職議員で再選を目指した初代クライヴ男爵ロバート・クライヴと選挙協力した上、対立候補のウィリアム・パルトニーがクライヴ男爵にしか敵対しなかったため、ヒルは233票でトップ当選した。1774年イギリス総選挙ではカウンティ選挙区であるシュロップシャー選挙区に鞍替えして当選、1780年イギリス総選挙でも再選した。また、1778年から1779年までシュルーズベリー市長を務めた。
議会では無所属であり、1768年の総選挙に関するジョン・ウィルクスの請願（1769年1月）をめぐり野党に同調したが、同年4月の選挙申し立てでは与党に同調した。グレンヴィル法を恒久法とする法案（1774年2月）では野党に同調して賛成した。ノース内閣期（1770年 – 1782年）では概ね1774年から1779年まで与党に同調したが、1780年から1782年までは野党に与した。シェルバーン伯爵内閣期（1782年 – 1783年）ではアメリカ独立戦争の予備講和条約に賛成、フォックス＝ノース連立内閣期（1783年）ではチャールズ・ジェームズ・フォックスの東インド法案に反対票を投じた。
その後は小ピットを支持し、1784年イギリス総選挙では叙爵の内定を得たため立候補せず、同年5月19日にグレートブリテン貴族であるシュロップシャーにおけるアッティンガムのベリック男爵に叙された。庶民院議員として議会で演説した記録はなかった。
1789年1月16日にメリルボーンのポートマン・スクエアで死去、20日にアッティンガムで埋葬された。長男トマス・ノエルが爵位を継承した。

## 家族
1768年11月18日、アンナ・ヴァーノン（Anna Vernon、1797年3月23日没、ヘンリー・ヴァーノンの娘）と結婚、3男3女をもうけた。
- トマス・ノエル（1770年10月21日 – 1832年11月3日） - 第2代ベリック男爵[3]
- ウィリアム（1773年10月21日 – 1842年8月4日） - 第3代ベリック男爵[3]
- リチャード（1774年11月7日 – 1848年9月28日） - 第4代ベリック男爵[3]
- ヘンリエッタ・マリア（1831年1月2日没） - 1793年5月20日、初代アイルズベリー侯爵チャールズ・ブルーデネル＝ブルース（英語版）と結婚、子供あり[10]
- アンナ・マティルダ（1837年4月10日没） - 生涯未婚[9]
- アメリア・ルイーザ（1850年6月6日没） - 生涯未婚[9]